# Алюмінати
Алюміна́ти — 
- 1) солі, що утворюються при дії лугу на свіжосаждений гідроксид алюмінію;
- 2) мінерали, які формально є солями алюмінієвих кислот Н2Al2O4.

## Отримання
Алюмінати отримуються за наступними реакціями:
- Al (ОН)3 + NaOH = Na [Al(OH)4] (тетрагідроксоалюмінат натрію)
- Al (ОН)3 + 3NaOH = Na3 [Al(OH)6] (гексагідроксоалюмінат натрію)

Іон тетрагідроксоалюмінату

Алюмінати отримують також при розчиненні металічного алюмінію (або Al2O3) в лугах:
2Al + 2NaOH + 6Н2О = 2Na[Al(OH)4] + ЗН2

## Хімічні властивості
Йон [Al(ОН)4]− існує у водних розчинах. Алюмінати лужних металів добре розчиняються у воді, їх водні розчини внаслідок гідролізу стійкі лише при надлишку лугу. При стопленні Al2O3 з оксидами металів утворюються безводні алюмінати, які формально можна розглядати як похідні метаалюмінієвої кислоти HAlO2, наприклад, метаалюмінат кальцію Са(AlO2)2 може бути отриманий шляхом сплавлення Al2O3 з СаО.

## Поширення у природі
У природі трапляються алюмінати магнію, кальцію MgAl2O4, CaAl2O4, мінерал хризоберил (алюмінат берилію BeAl2O4) та у вигляді мінералу шпінелі.

## Застосування
Штучні алюмінати з додаванням активаторів РЗЕ (рідкісноземельних елементів) є люмінофорами з тривалим післясвіченням і з великим накопиченням енергії активації. Ці сполуки є формульними та структурними аналогами природного мінералу шпінелі — MgAl2O4. Ефективна люмінесценція в алюмінаті забезпечується введенням в їх кристалічну решітку активаторів у вигляді рідкісноземельних елементів, зокрема двовалентного європію в концентрації Eu+2 від 1.10−2 до 8 ат.%. Виготовлення і рецептура алюмінатних люмінофорів також як і виготовлення цинк сульфідних люмінофорів має тоннажний промисловий характер і знаходить досить широке застосування у світловому маркуванні та декоративній діяльності.
Алюмінати натрію застосовуються у текстильній промисловості як протрава при фарбуванні тканин; А. калію — основна складова частина швидкотужавіючого цементу; алюмінати рідкісноземельних елементів — компоненти електрокераміки. Інша назва — алюмініати.
Розрізняють: алюмінат свинцевий (плюмбогуміт), алюмінат хлористий (помилкова назва хлоралюмініту).